# Mount Nubian
Mount Nubian (englisch für Nubierberg) ist ein Berggipfel aus glänzendem, tiefschwarzen Basalt auf Black Island im antarktischen Ross-Archipel. Er ragt 1,5 km südöstlich des Mount Aurora am Ende eines aus Lavagestein bestehenden Gebirgskamms auf.
Teilnehmer einer von 1958 bis 1959 durchgeführten Kampagne im Rahmen der New Zealand Geological Survey Antarctic Expedition benannten ihn wegen seiner Farbe nach den Nubiern, einer schwarzafrikanischen Ethnie im heutigen Sudan.